# 調露
調露（ちょうろ）は、唐の高宗李治の治世に使用された元号。679年 - 680年。

## 西暦・干支との対照表
| 調露 | 元年  | 2年   |
| 西暦 | 679年 | 680年 |
| 干支 | 己卯  | 庚辰  |